# Клэр Темпл (киновселенная Marvel)
Клэр Темпл (англ. Claire Temple) — персонаж, появившаяся в нескольких телесериалах Кинематографической вселенной Marvel (КВМ), основанная на персонажах Marvel Comics Клэр Темпл и Ночной медсестре. Её роль исполняла Розарио Доусон. Она была создана для первого сезона «Сорвиголовы» (2015), и она является медсестрой, которая оказывает помощь линчевателям. Затем Доусон подписала контракт, чтобы вернуться во втором сезон сериала (2016), а также о возможном появлении в любом другом сериале Marvel от Netflix. С тех пор она повторила роль в сериалах «Джессика Джонс» (2015), «Люк Кейдж» (2016-2018), «Железный кулак» (2017—2018) и «Защитники» (2017). Персонаж также появился в сопутствующем комиксе о Джессике Джонс (2015).

## Кинематографическая вселенная Marvel

### Телесериалы
Обнаружив избитого Мэтта Мёрдока / Сорвиголову в мусорном контейнере в первом сезоне «Сорвиголовы», медсестра Клэр Темпл оказывает ему помощь. За это её похищает мафия, как приманку для Сорвиголовы, и хотя ему удаётся спасти её, они взаимно решают, что слишком опасно вмешиваться, несмотря на искру между ними. Клэр продолжает оказывать ему медицинскую помощь по мере необходимости, в то время как Мёрдок иногда использует своё положение в больнице Метро-Дженерал в своих интересах.
В «Джессике Джонс» Темпл дежурит в больнице, когда доставляют тяжелораненого Люка Кейджа; Темпл заботится о Кейдже для Джессики Джонс. Во втором сезоне «Сорвиголовы» Темпл бросает работу в больнице, когда больница пытается скрыть смерть её коллеги после нападения Руки, и покидает Адскую кухню; она прибывает в Гарлем, где её мать управляет закусочной, в «Люке Кейдже». Темпл воссоединяется там с Кейджем и помогает ему защищать окрестности. Она влюбляется в Кейджа, но прежде чем они смогут действовать в соответствии со своими чувствами, его арестовывают.
Темпл начинает брать уроки в додзе Коллин Винг, через которую она знакомится с Дэнни Рэндом в «Железном кулаке». Темпл помогает Рэнду в его борьбе с Рукой. В «Защитниках» Темпл воссоединяется с Кейджем, которого досрочно выпускают из тюрьмы благодаря Фогги Нельсону, и возобновляет с ним отношения. Затем она знакомит Кейджа с Рэндом.
Во втором сезоне «Люка Кейджа» Темпл продолжает свои отношения с Кейджем, но внезапно становится осторожной в отношении его личных проблем, особенно с его отцом и тем, как он справляется с правосудием. После ссоры Темпл просит их «отдохнуть» друг от друга. К концу сезона Кейдж полностью отошёл от Темпл, которая пытается войти в Рай Гарлема, чтобы увидеть его, но ей отказывают.

### Сопутствующий комикс
Темпл появляется в сопутствующем комиксе «Jessica Jones» в качестве медсестры Тёрка Барретта.

## Концепция и создание
Розарио Доусон присоединилась к актёрскому составу «Сорвиголовы» в июне 2014 года, и в октябре того же года выяснилось, что её роль — Темпл. Персонаж КВМ представляет собой смесь персонажей комиксов Клэр Темпл и Ночной медсестры. Шоураннер «Сорвиголовы» Стивен С. Денайт отметил, что изначально персонаж «должен был быть настоящей Ночной медсестрой из комиксов… у нас было её имя в сценарии, и выяснилось, что, возможно, [художественная сторона] собиралась использовать её» и «на неё были планы в будущем», что потребовало изменения на использование более неясного персонажа комиксов Клэр Темпл в качестве её имени.
Мы хотели иметь возможность сообщить аудитории, что этот человек знает этого человека, а это значит, что они знают этого человека. Я думаю, что если вы сыграете в эту игру, то сможете как бы увидеть… насколько важным будет этот персонаж.
В мае 2015 года Доусон подписала контракт с Marvel, чтобы вернуться во втором сезоне «Сорвиголовы» в рамках «эксклюзивной телевизионной сделки», которая также позволяет ей сниматься в любом другом сериале Marvel/Netflix. Доусон объяснила, что она подписывает контракт с Marvel раз в год, на определённое количество эпизодов, и выясняет, для какой серии предназначены эпизоды ближе ко времени съёмок. В июле шоураннер «Джессики Джонс» Мелисса Розенберг сообщила, что Доусон «заскочит», а Доусон появится в качестве гостя в финале сезона. До того, как «Джессика Джонс» дебютировала в ноябре того же года, был выпущен приквел в виде комикса с участием нескольких персонажей «Сорвиголовы» и «Джессики Джонс», включая Темпл, чтобы исследовать «соединительную ткань, которая будет выстраиваться между сериалами».
В сентябре 2015 года Marvel объявила, что Доусон появится в «Люке Кейдже», в том, что актёр «Кейджа» Майк Колтер назвал «значительной ролью», отметив, что персонаж комиксов Клэр Темпл была представлена как любовный интерес для Кейджа. Сериал знакомит с матерью Темпл (актриса — Сония Брага) и даёт Клэр «большую сюжетную линию… [она очень помогает]». В нем также упоминается её роль в качестве версии Ночной медсестры. Объясняя решение о том, чтобы Темпл появлялась в нескольких сериалах, что сравнивали с ролью, которую Ник Фьюри играет как «связующую нить» между фильмами КВМ, Глава Marvel Television Джеф Лоуб объяснил, что это было связано с выступлением Доусон, сказав: «Дело не только в том, что Клэр так хорошо вписалась в эти миры, дело в том, что Розарио так хорошо вписалась в эти миры». Когда Темпл впервые появляется во втором сезоне «Сорвиголовы», у неё «порез на брови», который, как объяснил актёр «Сорвиголовы» Чарли Кокс, появился в одном из других сериалов, сказав, что «временная линия была продумана и разработана», чтобы соединить различные выступления Доусон.
В июле 2016 года Доусон не смогла продвигать «Люка Кейджа», потому что она «вернулась в Нью-Йорк… снимаясь в чём-то ещё для телевидения Marvel»; в октябре было подтверждено, что она снималась в «Железном кулаке»; это появление было назначено в конце «Люка Кейджа». Месяц спустя стало известно, что Доусон также исполнит свою роль в кроссоверном мини-сериале «Защитники». Доусон также выразила заинтересованность в эпизодическом появлении в «Карателе», спин-оффе сериала «Сорвиголова», но не смогла этого сделать из-за конфликта в расписании.
Я хотела, чтобы это действительно было в честь того путешествия, которое я пережила с ней, и того, кем она была, и за что она боролась, и что она значит для многих людей… потому что [она показывает, что] вам не нужно обладать особыми сверхспособностями, чтобы изменить ситуацию и оказать влияние на своё сообщество, а также бросить вызов себе, чтобы расти и быть лучше. Она просто очень вдохновляла меня.
После появления во втором сезоне «Люка Кейджа» Доусон объяснила, что ей не хотелось продолжать появляться во многих сериалах из-за необходимости уезжать от своей семьи во время работы на съёмочных площадках в Нью-Йорке. Она действительно думала, что вернётся к «Люку Кейджу», если он будет продлён на последующие сезоны, и снова выразила заинтересованность в том, чтобы в какой-то момент появиться в «Карателе» в будущем, «просто чтобы я могла чувствовать, что участвовала в каждом шоу». Позже Доусон рассказала, что спросила шоураннера «Люка Кейджа» Чео Ходари Кокера, может ли она внести свой вклад в написание последней сцены Темпл в сезоне; она считала эту сцену кульминацией трёхлетней работы для неё и чувствовала, что изначально она была написана слишком много с точки зрения Кейджа, с которым Темпл ссорится в сцене, которая заканчивает их отношения. Доусон похвалила Кокера за то, что он позволил ей подтолкнуть сцену к более равному балансу между персонажами, и Кокер похвалил работу, которую она проделала над этим.

## Характеризация
Доусон сказала в апреле 2015 года: «Она из тех, кто тоже бросается в драку и считает своей жизненной миссией помогать, даже если это означает рисковать собственной жизнью… Мой персонаж — дублер для зрителей. Она не любовный интерес — она скептически смотрит на эту странную ситуацию». Говоря об отношениях между Темпл и Мёрдоком в «Сорвиголове», Доусон сказала: «Шоу исследует, насколько необходимо, чтобы два человека наконец сняли маски друг с другом. Для Мэтта Мёрдока это первый человек, который сможет увидеть этот переход для него… Но она сталкивается с вопросом: как далеко ты зайдешь? Что это значит, если вы помогаете кому-то, кто, возможно, собирается причинить вред другим людям?»
Доусон чувствовала, что персонаж нашёл отклик у зрителей, и её вернули для новых серий, потому что «Она забавная, она кривая, она сильная — она создана для этого мира, потому что она великолепна под давлением. Она из тех, кого — герой или нет — вы хотели бы видеть в тяжелой ситуации… Мне действительно просто понравилась вся её арка». После того, как показали, как персонаж использует боевые приёмы в «Сорвиголове», Доусон объяснила: «Её глаза открылись для этого другого мира — и она перешла черту. Вы знаете, это та, кто помогает людям, и сейчас она ведёт себя жестоко, но видит в этом необходимость. Я думаю, что ей со многим приходится сталкиваться». Обсуждая отношения Темпл с Кейджем в сериале «Люк Кейдж», Колтер сказал, что «она будет обращаться со мной иначе, чем с Мэттом Мёрдоком. Персонаж Мэтта Мёрдока совершенно не похож на моего. Потому что она играет медсестру, которая, по сути, оказывается в нужном месте в нужное время, и она очень хорошо помогает нуждающимся супергероям… Я думаю, что она будет очень хорошим компаньоном для Люка. Я думаю, что она — тот, кто нужен Люку в его жизни в это время».